# Mechelse heide en vallei van de Ziepbeek
Mechelse heide en vallei van de Ziepbeek is een Natura 2000-gebied (habitatrichtlijngebied BE2200035 en overlappend vogelrichtlijngebied BE2200727) in Vlaanderen. Dit gebied strekt zich uit van Dilsen-Stokkem tot Lanaken, parallel aan de Maasvallei. Het maakt onderdeel uit van het Nationaal Park Hoge Kempen: 3741 ha van het park (van 5700 hectare) is afgebakend als een Europese speciale beschermingszone. Dit gebied bestaat eigenlijk uit een verzameling natuur- en bosreservaten en domeinbossen. Het landschap wordt gedomineerd door uitgestrekte heidevelden, omgeven door dichte bossen. In de inhammen van de steilrand ontspringen kleine beekjes geflankeerd door natte heiden.
Er komen achttien Europees beschermde habitats voor: actief hoogveen, blauwgraslanden, droge heide, droge heide op jonge zandafzettingen, eiken-beukenbossen op zure bodems, glanshaver- en grote vossenstaartgraslanden, heischrale graslanden en soortenrijke graslanden van zure bodems, ondiepe beken en rivieren met goede structuur en watervegetaties, open graslanden op landduinen, oude eiken-berkenbossen op zeer voedselarm zand, slenken en plagplekken op vochtige bodems in de heide, valleibossen, elzenbroekbossen en zachthoutooibossen, vochtige tot natte heide, voedselarme tot matig voedselarme verlandingsvegetaties, voedselarme tot matig voedselarme wateren met droogvallende oevers, voedselrijke, gebufferde wateren met rijke waterplantvegetatie, voedselrijke, soortenrijke ruigtes langs waterlopen en boszomen, zure bruingekleurde vennen.
Er komen ook eenentwintig Europees beschermde soorten voor: beekprik, blauwborst,  boomleeuwerik, drijvende waterweegbree, franjestaart, gevlekte witsnuitlibel, gladde slang, grauwe klauwier, heikikker, ijsvogel, korhoen, laatvlieger, nachtzwaluw, poelkikker, porseleinhoen, roerdomp, rosse vleermuis, rugstreeppad, vliegend hert, wespendief,  zwarte specht.
Gebieden die deel uitmaken van het Natura 2000-gebied zijn onder andere: Nationaal Park Hoge Kempen met Vallei van de Ziepbeek, Mechelse Heide, Platte Ledeberg, Lanklaerderbos-Saenhoeve, Vallei van de Kikbeekbron, Neerharerheide en Pietersheimbos.

## Afbeeldingen

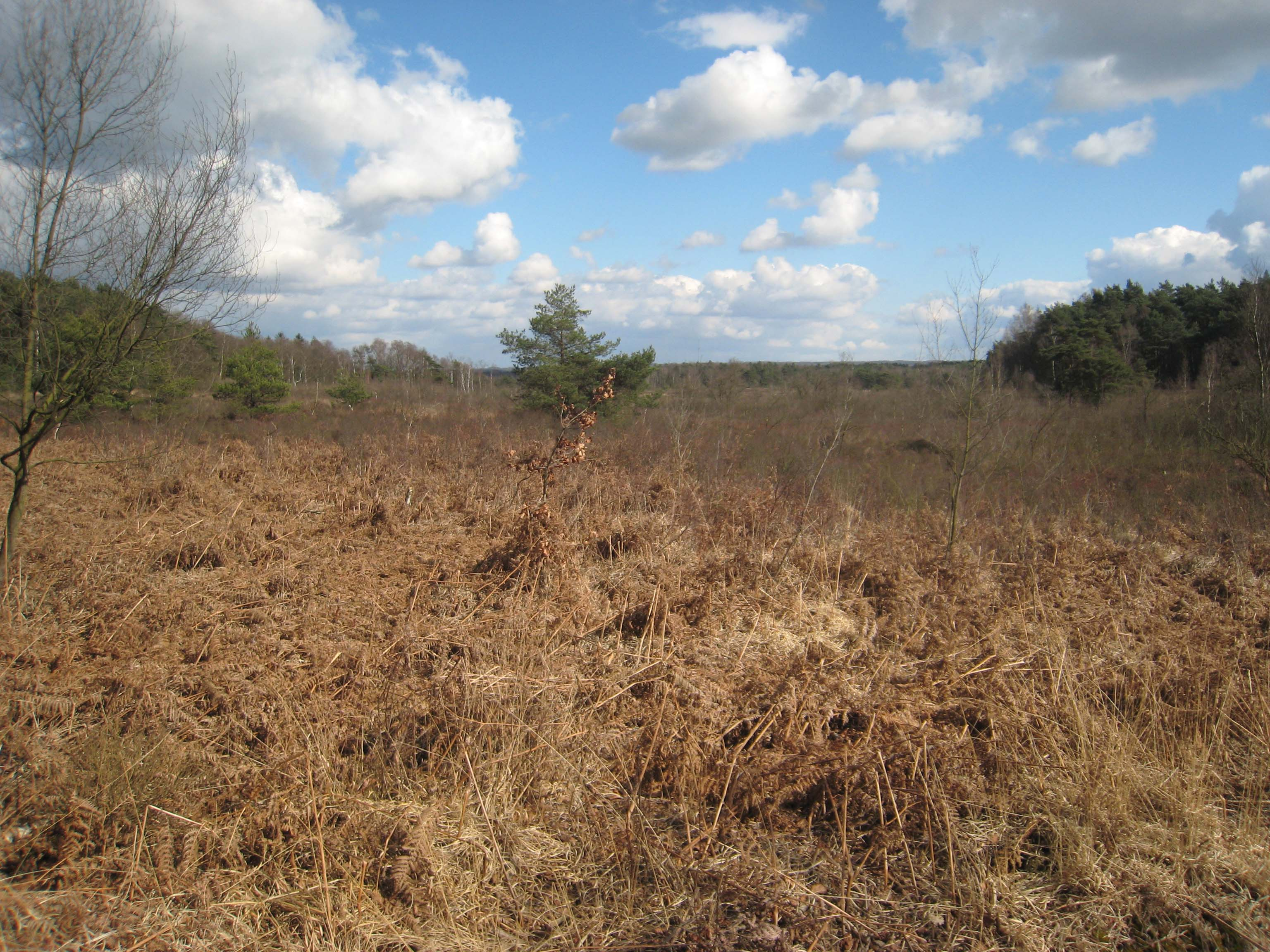
Nationaal Park Hoge Kempen
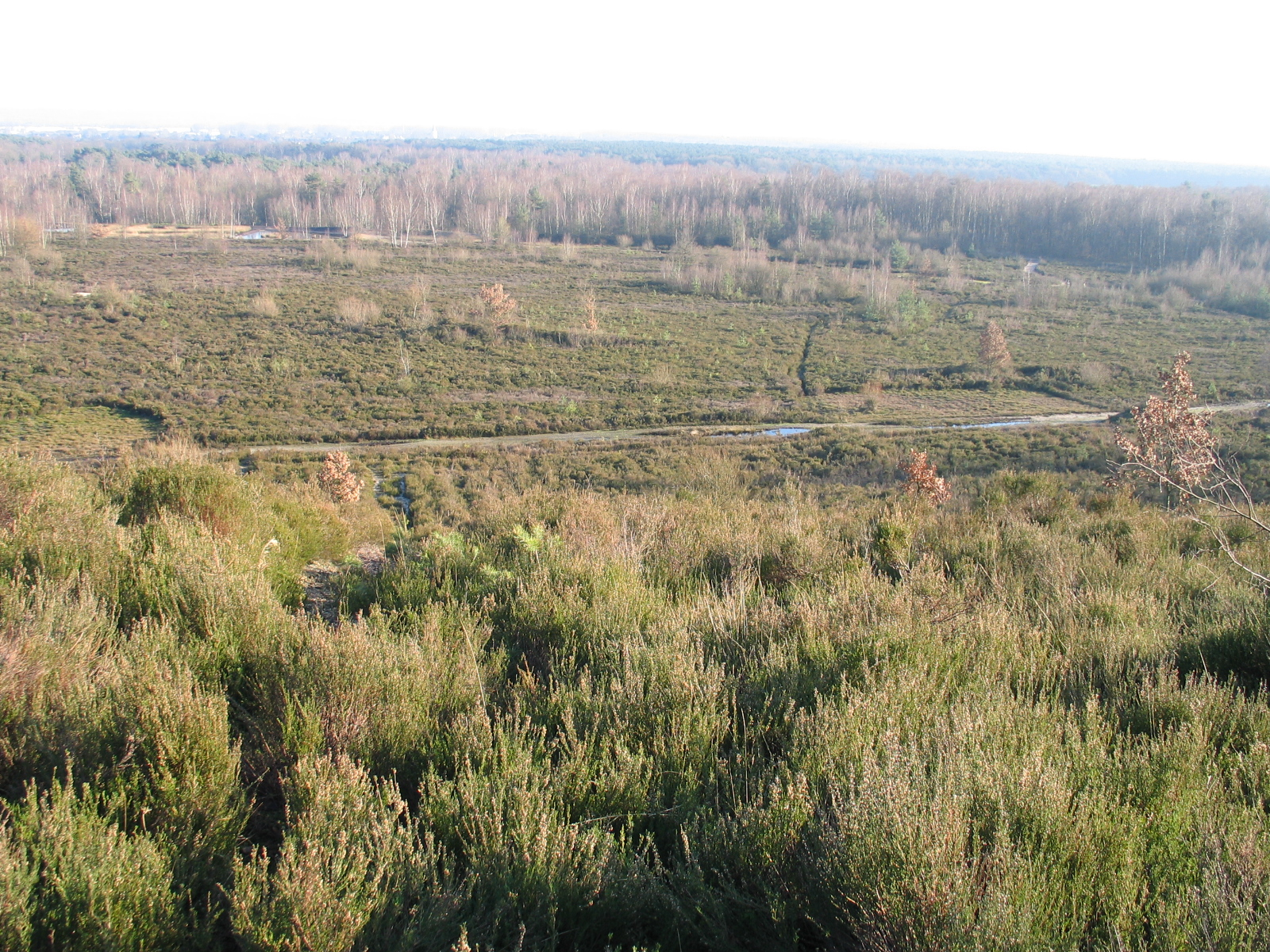
Nationaal Park Hoge Kempen
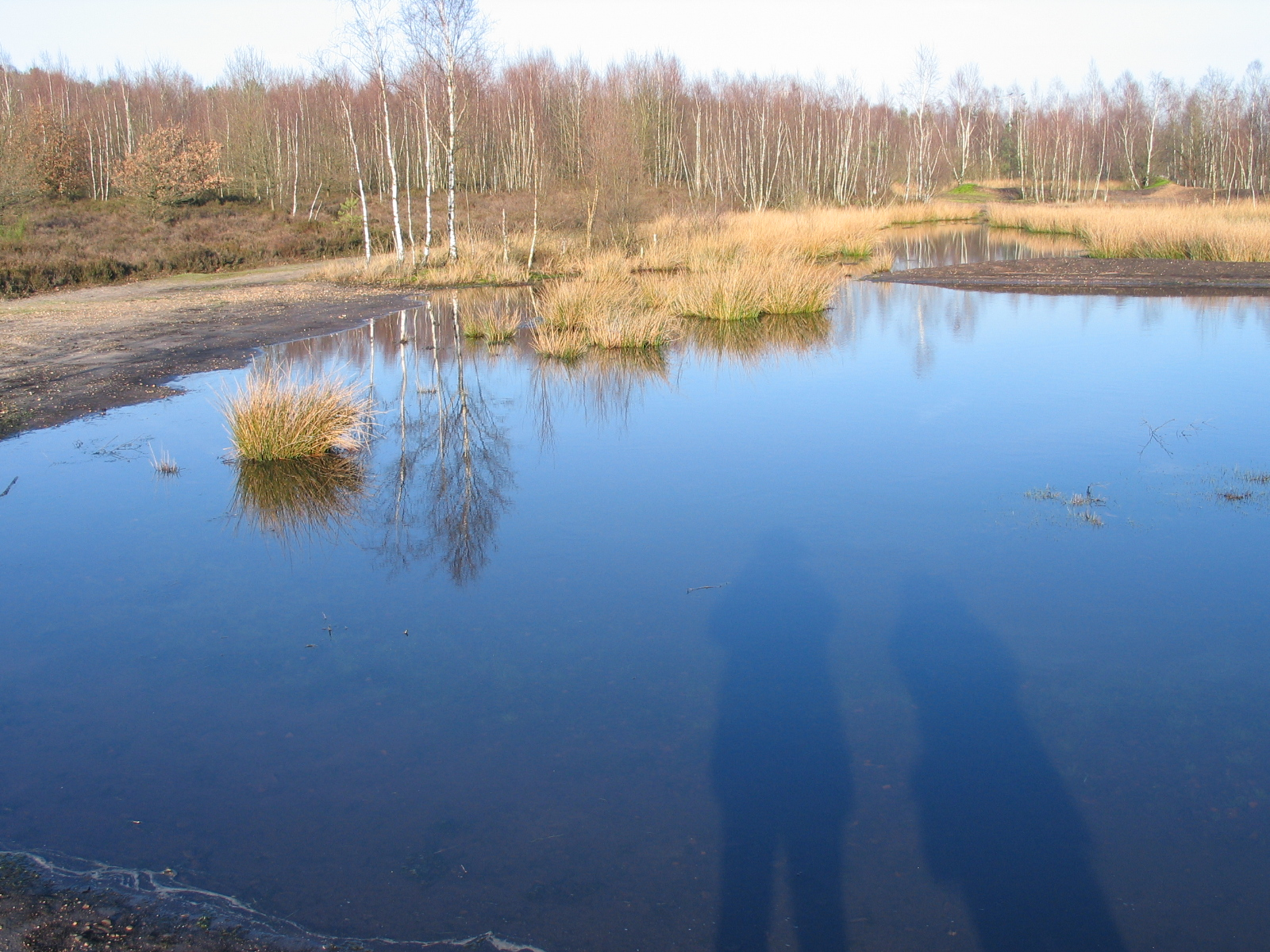
Nationaal Park Hoge Kempen
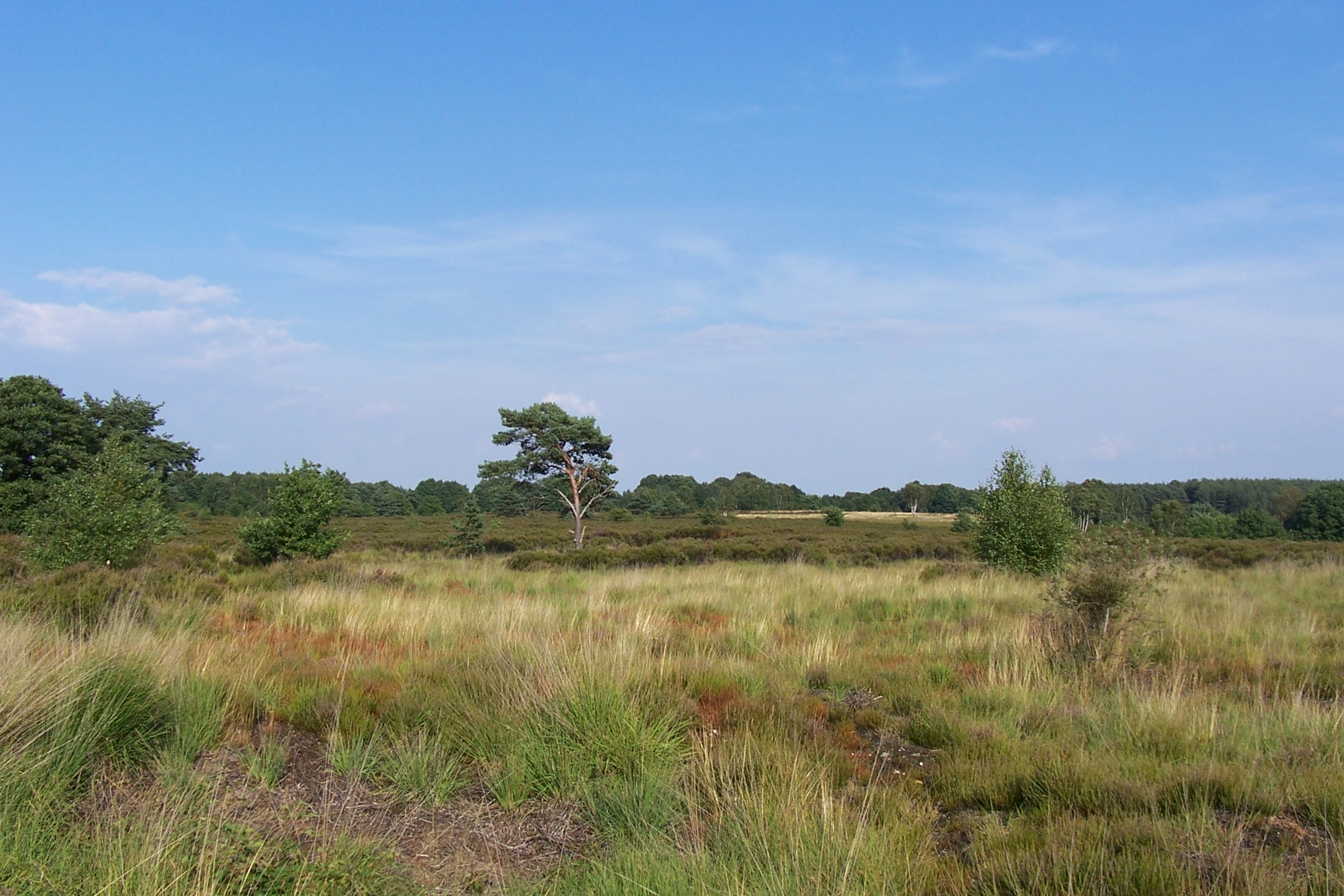
Mechelse Heide in Nationaal Park Hoge Kempen
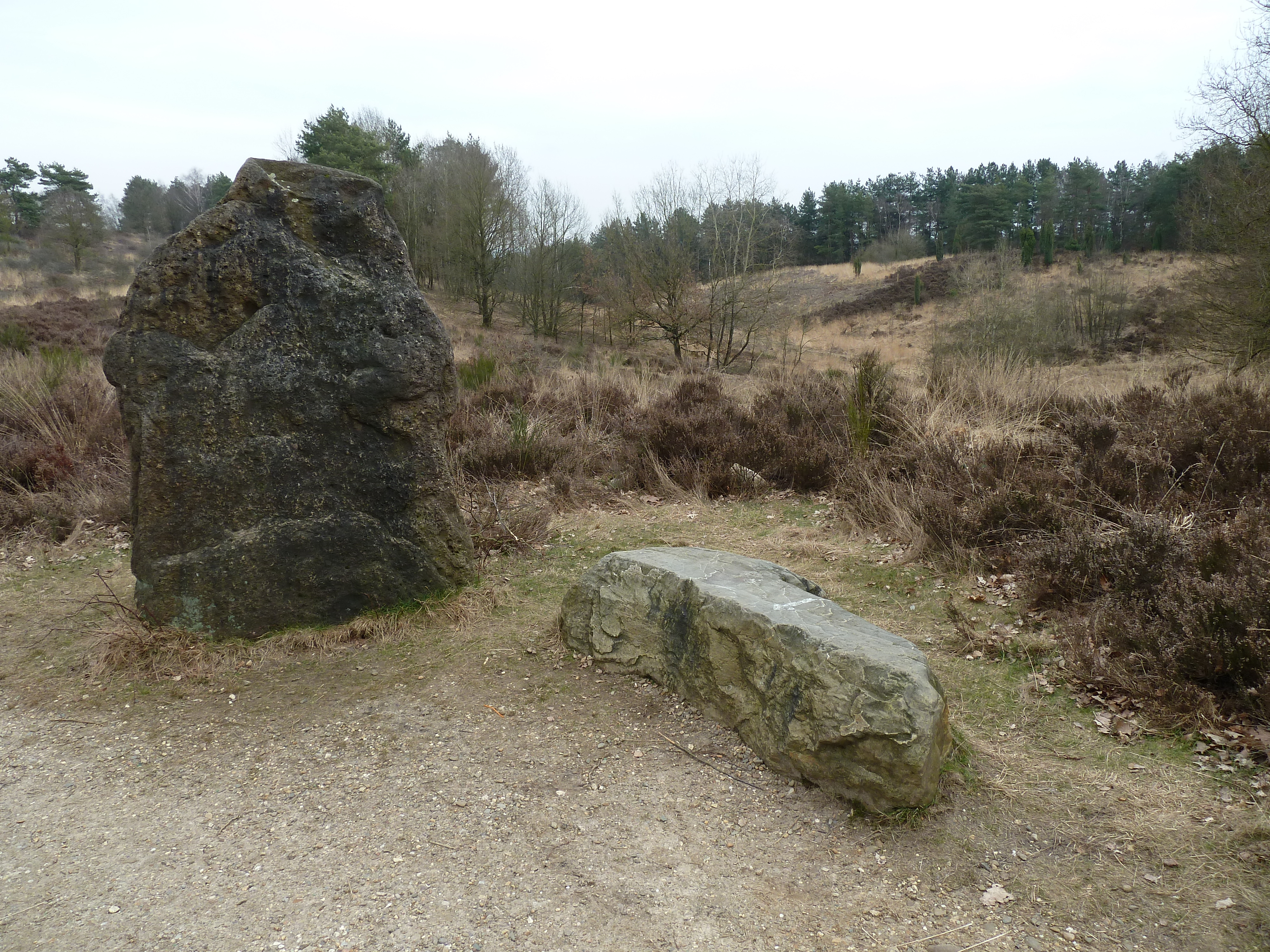
Mechelse Heide in Nationaal Park Hoge Kempen
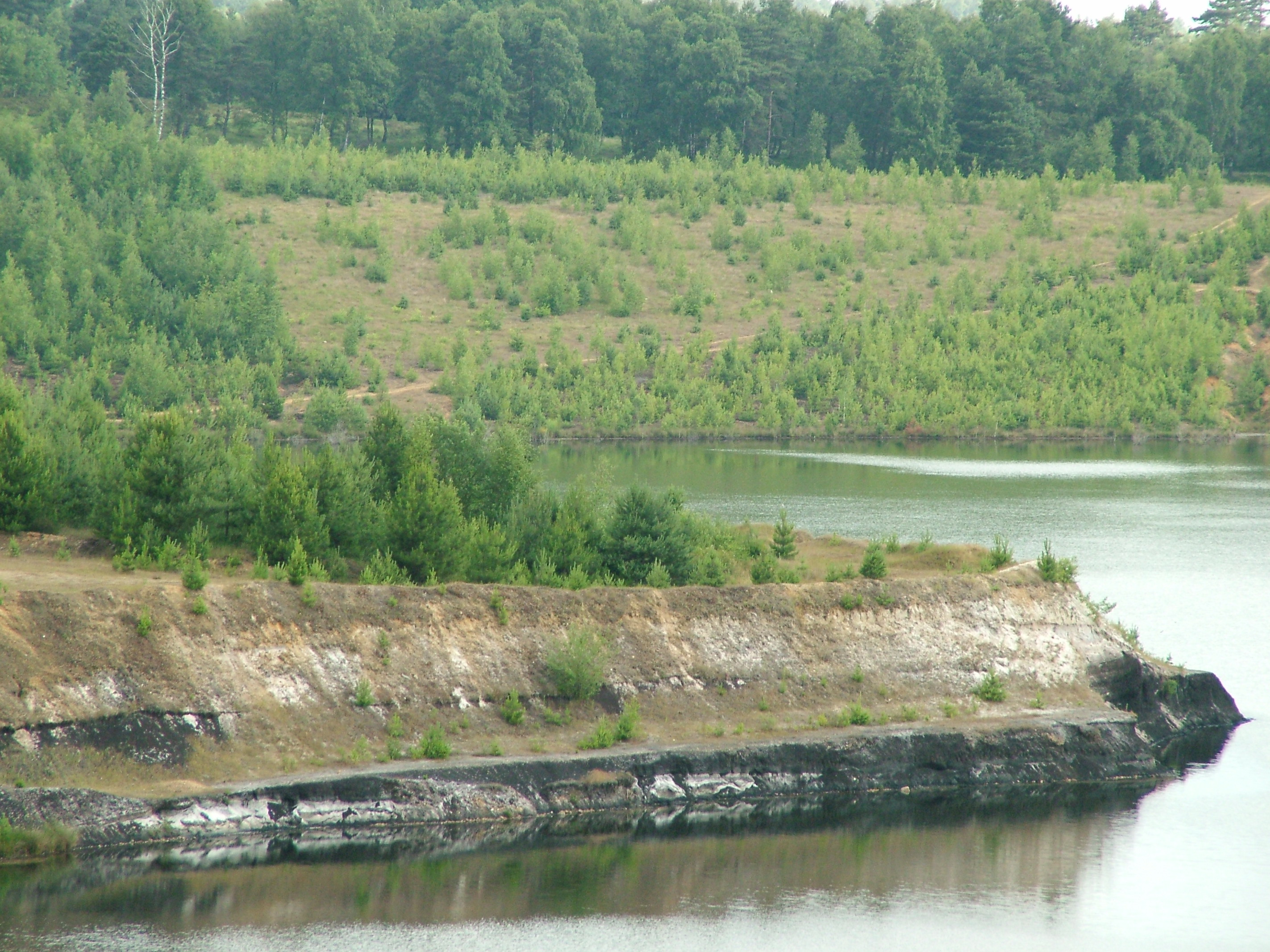
Vallei van de Kikbeekbron in Nationaal Park Hoge Kempen
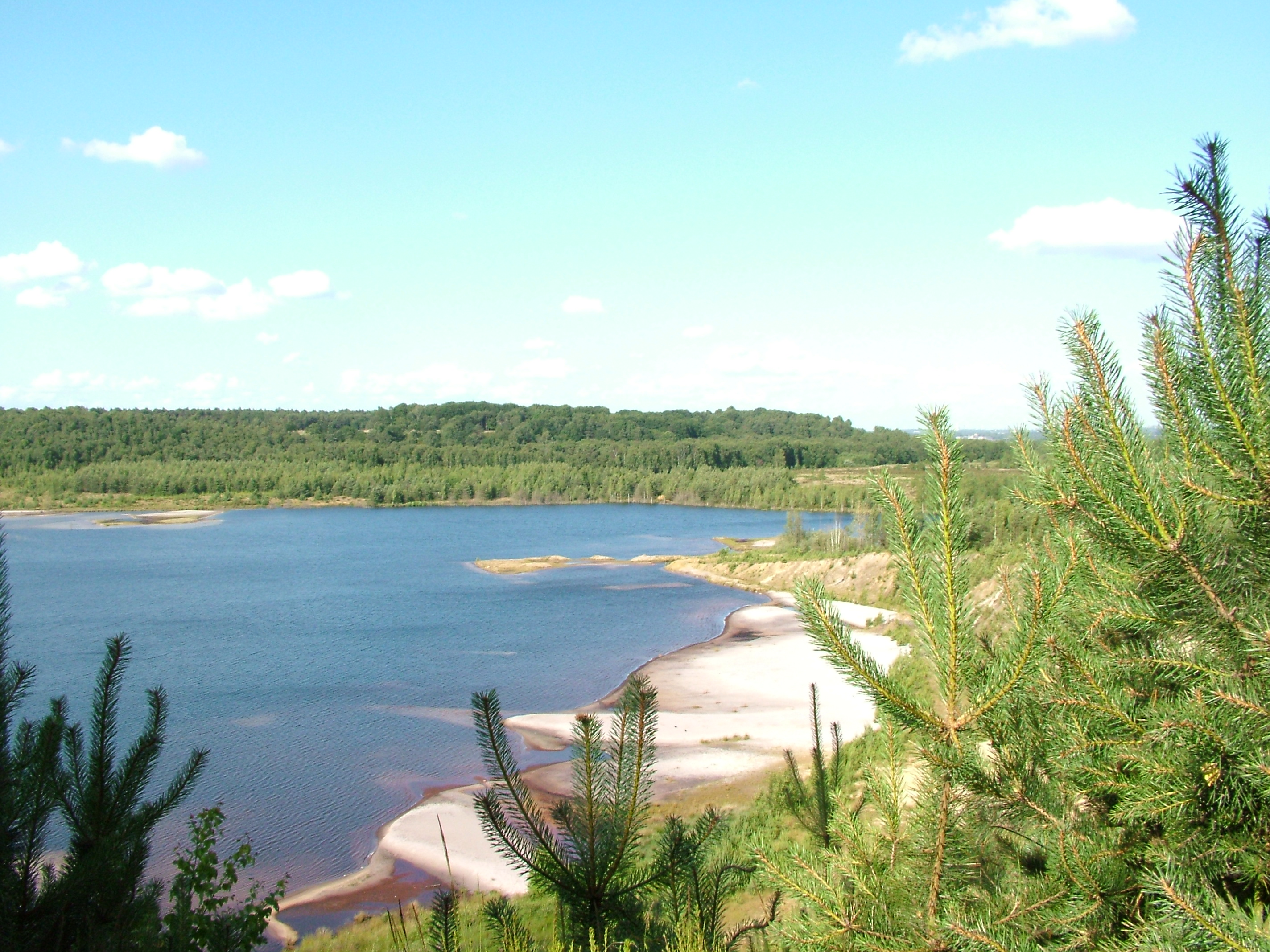
Vallei van de Kikbeekbron in Nationaal Park Hoge Kempen